# Aeroportul Internațional Dayton
Aeroportul Internațional Dayton (IATA: DAY, ICAO: KDAY, FAA LID: DAY) este un aeroport din Ohio, Statele Unite ale Americii ce deservește zona Dayton. Aeroportul a fost tranzitat în 2019 de 1.691.552 de pasageri. A fost deschis în 1936 și numit după zona deservită.
Situat la o altitudine de 308 m, aeroportul dispune de 3 piste. Este operat de Dayton Department of Aviation⁠(d).

## Infrastructură

### Piste
Aeroportul dispune de 3 piste: 
- pista 06L/24R, cu dimensiunile 10.901 picioare × 150 picioare
- pista 06R/24L din beton, cu dimensiunile 7.285 picioare × 150 picioare
- pista 18/36 din asfalt, cu dimensiunile 8.502 picioare × 150 picioare